# Ophiorrhiza shendurunii
Ophiorrhiza shendurunii là một loài thực vật có hoa trong họ Thiến thảo. Loài này được A.E.S.Khan & al. mô tả khoa học đầu tiên năm 1998.